# Frede Petersen
Frede Petersen (19. september 1927 – 12. september 2010) var en dansk professionel bokser i fjervægtsklassen. 
Frede Petersen boksede som amatør for Århus FAK. Han vandt det jyske mesterskab i fjervægt i 1953 og i 1955-1956 og det danske mesterskab 3 gange i årene 1955-1957. 
Han debuterede som professionel den 11. september 1958 med en sejr over Jacques Delpace i dennes eneste professionelle kamp. Frede Petersen besejrede 5. februar 1959 den tidligere hollandske mester i fjervægt Henk Klok i KB Hallen (kampen er pudsigt nok ikke nævnt i Team Palles omtale af Frede Petersens karriere), men opnåede ikke større succes som professionel. 
Den 2. juni 1960 i KB Hallen mødte Frede Petersen libaneseren Assane Fakyh, der efter 8 kampe var uden sejr. Frede Petersen tabte på point til Fakyh, og opgav herefter karrieren. 
Frede Petersen opnåede 12 kampe (7 sejre, 4 nederlag og én uafgjort), der alle gik tiden ud.